# مصر للألومنيوم
مصر للألومنيوم أو إيجيبتالوم هي شركة مساهمة مصرية تعمل في مجال صناعة الألومنيوم، ويعرف مصنعها الرئيسي باسم مجمع الألومنيوم، وتقع في مدينة نجع حمادي، محافظة قنا بمصر. ولها أكبر مصنع ألومنيوم في العالم العربي، الإنتاج السنوى أكثر من 320 ألف طن سنويا، يقع المصنع بصحراء نجع حمادي وبجانبه المدينة السكنية والميناء الذي يطل على نهر النيل، وصلت الطاقة الإنتاجية للمصنع إلى 320 ألف طن بعد انتهاء تطوير الخلايا عام 2010.
بعد بناء السد العالي توفرت الطاقة. لذلك اتجه التفكير لبناء مصنع للألومنيوم، حيث يحتاج استخلاص الالومنيوم إلي (خام الألومنيوم-الالومنا-البوكسيت ) و طاقة كهربيه عاليه لعمليه التحليل الكهربي، وبني المصنع بجانب قرية هو مركز نجع حمادي محافظة قنا يعمل بالمصنع ما يزيد علي عشرة آلاف عامل، وتتب للشركة مدينة سكنية يقيم بها العاملين تحتوي علي كل الخدمات الأساسية كالمدارس والمستشفي والنادي الرياضي، ويوجد جانب المصنع محطه تحويل للكهرباء لتزويده بالطاقة الازمه القرى المجاورة للمصنع هو الكفلتيية الحلفاية بحرى والحلفاية قبلى الشاورية

## المساهمون
تتوزع نسب المساهمين في الشركة كالتالي:
- الشركة القابضة للصناعات المعدنية (89.83%).
- شركة النصر للتعدين (2.20%).
- تداول حر بالبورصة المصرية (7.97%).

## وصلات خارجية
- الموقع الرسمي للشركة.